# Браун, Николас (младший)
Николас Браун-младший (4 апреля 1769 — 27 сентября 1841) — американский бизнесмен и филантроп из Провиденса, штат Род-Айленд, имя которого получил Брауновский университет.

## Ранние годы
Николас Браун-младший был сыном Роды Дженкес (1741—1783) и Николаса Брауна-старшего (1729—1791), купца и соучредителя Колледжа Род-Айленда и Плантаций Провиденс, ставшего впоследствии Брауновским университетом. Он приходился племянником братьям Джону Брауну (1736—1803) и Мозесу Брауну(1738—1836), а кроме того был потомком английского колониста и баптистского министра Чада Брауна (ок. 1600—1650), который стал одним из основателей Провиденса . Его дедом по материнской линии был судья из известной семьи Дэниел Дженкес (1701—1774).

## Карьера
И Николас Браун-младший, и его отец были членами и крупными донорами Первой баптистской церкви в Америке. Николас Браун-младший окончил Колледж Род-Айленда и Плантации Провиденс в 1786 году. После смерти своего отца Браун создал компанию « Браун и Айвз» со своим будущим зятем Томасом Пойнтоном Айвсом и служил в законодательном собрании штата федералистом.
Унаследовав имущество отца в 1791 году, Браун пожертвовал колледжу более 150 тысяч долларов, что было настолько значительным вкладом, что в 1804 году его переименовали в Брауновский университет. Его другие подарки колледжу составили более 150 тысяч долларов. Браун также был одним из основателей Провиденс Атенеума и принимал активное участие в различных баптистских и литературных делах. Он был избран членом Американского антикварного общества в 1813 году.

## Личная жизнь
Он был женат на Анне Картер (1770—1798), дочери Джона Картера (1745—1814), известного печатника в Провиденсе. У пары родились 4 ребёнка.
Николас Браун скончался 27 сентября 1841 года и был похоронен на Северном участке кладбища в Провиденсе . После Брауна осталось завещание о пожертвовании 30 тысяч долларов на создание психиатрической больницы, которая в конечном счёте стала больницей Батлера.